# یواس‌اس کالولی (ای‌اوجی-۱۳)
یواس‌اس کالولی (ای‌اوجی-۱۳) (به انگلیسی: USS Kaloli (AOG-13)) یک کشتی بود که طول آن ۲۵۸ فوت (۷۹ متر) بود. این کشتی در سال ۱۹۴۱ ساخته شد.